# Joeropsis algensis
Joeropsis algensis là một loài chân đều trong họ Joeropsididae. Loài này được Kensley & Schotte miêu tả khoa học năm 2002.